# 135-я улица (линия Ленокс-авеню, Ай-ар-ти)
|   |   |   |   |   |
| · | · | · | · | · |

|   |   |   |   |   |
| · | · | · | · | · |

«135-я улица» (англ. 135th Street) — станция Нью-Йоркского метрополитена, расположенная на линии Ленокс-авеню, Ай-ар-ти.  На станции останавливаются маршруты 2 (круглосуточно) и 3 (круглосуточно). Она представлена двумя боковыми платформами, обслуживающими два пути.
Станция была открыта 23 ноября 1904 года, как часть развития сети Interborough Rapid Transit Company (IRT), до 145th Street под Ленокс-авеню. Через 3 дня было открыто движение через линию на IRT White Plains Road Line. Проходя станцию, между путями образуется третий соединительный путь, который сегодня не используется. С 1995 по 2005 год участок линии от конечной Гарлем — 148-я улица и до 135-й улицы был одним из немногих участков Нью-Йоркского метро, которые не работают по ночам. Между станциями ночью ходил автобус-челнок. Из-за того что на закрытом участке была конечная станция, то эта станция стала новой временной конечной точкой для 3.
Севернее станции отходят на восток пути, образующие линию Уайт-Плейнс-роуд, которая следует в Бронкс (маршрут 2), сама линия продолжается на север (маршрут 3).
Платформы выполнены в мозаичном оформлении, на тематики: Адам Клейтон Пауэлл, Джо Луис, Клара Ворд, Луи Армстронг, Чарли Паркер, баскетбольной команды Гарлем Глобтроттерс, организации NAACP, и др.